# Lomachashaka cynodontis
Lomachashaka cynodontis är en svampart som beskrevs av Nag Raj 1995. Lomachashaka cynodontis ingår i släktet Lomachashaka, divisionen sporsäcksvampar och riket svampar.   Inga underarter finns listade i Catalogue of Life.